# Francisco de Orozco y Ribera
Francisco de Orozco Rivera de Porcio (Alessandra della Palla, 1603, Itàlia – Milà, 26 de juliol de 1668) va ser el segon marquès de Mortara, virrei de Catalunya entre 1650-52 i 1656-63.
Francisco de Orozco va ser fill de Rodrigo de Orozco, primer marquès de Mortara, i la noble alemanya Victoria Porcia. El marquesat de Mortara (Milà) havia estat concedit per Felip III de Castella el 1613, en recompenso dels serveis militars de Rodrigo. El 1621, el monarca concedeix a Francisco el títol de cavaller de l'Orde de Sant Jaume.
Altres reconeixements que va rebre Orozco van ser el marquesat de Sarral, el senyoriu de Cabra del Camp, el títol de Conseller d’Estat i un seient en el Consell de Guerra. A mitjans de 1668 va ser escollit com a Governador i Capità General de Milà, càrrec que no va poder gaudir, en morir el 26 de desembre d’aquell any.

## Inicis de la carrera militar
Les primeres informacions sobre la seva carrera militar daten del 1636, quan es troba lluitant a Valltelina, Milà -on és ferit- i Vercelli. La següent campanya, com a comandant del Regiment Conde-Duque, fracassa en el setge de Leucata (1637), on torna a ser greument ferit, en aquest cas al cap i al pit. Després de passar la convalescència a Perpinyà, forma part de les tropes hispàniques que aconsegueixen apoderar-se d’ Hondarribia (1638). El juny de 1639, es trasllada de nou a la frontera catalana, on manté fortes desavinences amb Dalmau III de Queralt, virrei de Catalunya. En aquesta campanya, Orozco participa en la conquesta d’Òpol i el setge de Salses.

## Guerra dels Segadors
En esclatar la Guerra dels Segadors, Orozco queda aïllat de l’exèrcit Hispànic. Intenta preservar la plaça de Cotlliure, però l’ha de rendir, si bé amb condicions honroses, el 1642. L’any següent aconsegueix vèncer les tropes del virrei La Mothe, que s'havien apoderat del comtat de Ribagorça (24 de juliol de 1643). Orozco també participa del contingent que aconsegueix conquerir Lleida el 1644.
El comte d’Harcourt, que havia succeït La Mothe com a virrei francès, aconsegueix derrotar-lo a Sant Llorenç de Montgai (1645) i fer-lo presoner. El rescat del marquès de Mortara s'ha xifrat en 15.000 ducats. Recuperada la llibertat, va retornar al camp de batalla (febrer de 1637) com a mestre del camp general de l’Exèrcit de Catalunya. El 1650 va ser nomenat virrei i capità general de Catalunya. Des d’aquesta autoritat, va aixecar un exèrcit de 12.000 homes que va aconseguir conquerir Flix, Miravet, Balaguer i Tortosa.
Des de juny 1651 va posar setge a Barcelona, que aconseguiria trencar l’octubre de 1652. Com a recompensa a la conquesta de la capital catalana, Felip IV de Castella li va concedir el marquesat d’Olias. El monarca va optar traspassar el virregnat al seu fill Joan Josep d’Àustria, però va mantenir Orozco com a lloctinent i capità general de Catalunya, Rosselló i Cerdanya. En les acaballes de la Guerra dels Segadors, va aconseguir refusar les tropes franceses d’Empordà, Camprodon i les ribes del Ter (1658-59). Orozco va escriure l’obra Conquista de Cataluña, en la qual explica els setges de Flix, Miravet, Tortosa i Barcelona.
Entre 1656 i 1663 va tornar a exercir de lloctinent i capità general de l’exèrcit a Catalunya.